# キブロン湾

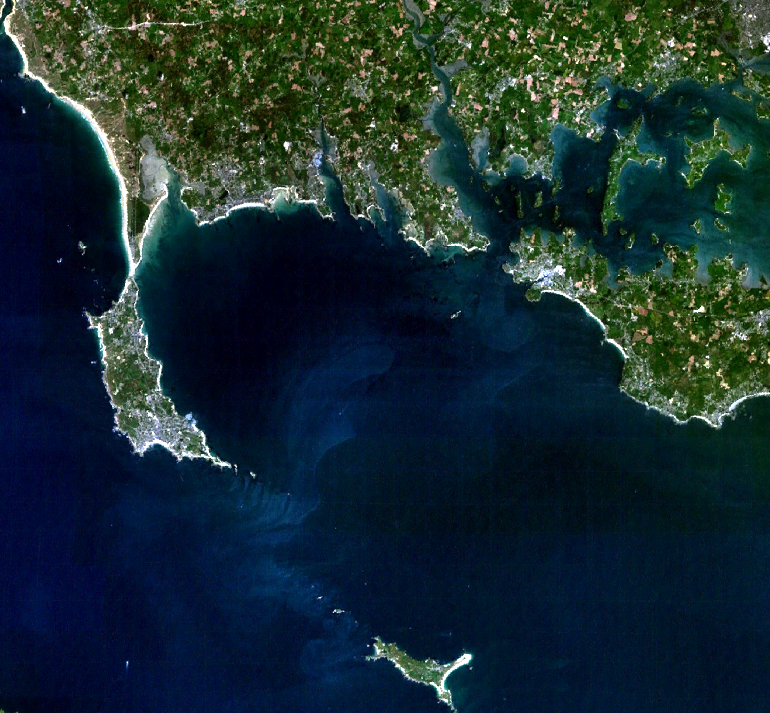
衛星写真

キブロン湾 （Baie de Quiberon）は、フランス、ブルターニュ南部、モルビアン県の湾。
湾はおおよそ三角形のかたちをしており、モルビアン湾の南に開けている。狭く細いキブロン半島が、西側を大西洋から守っている。湾の南には、ベル＝イル＝アン＝メール、ウア島、オエディック島が浮かぶ。湾の入り口には多くの浅瀬があり、危険である。
古代から、この海域で海戦が起きた。ブルートゥスがガリアのウェネティ族と戦ったモルビアン湾の海戦（紀元前56年）、1759年に起きたキブロン湾の海戦が有名である。1795年、ブルターニュ、メーヌの両地方で起きた王党派の革命政府に対するゲリラ戦シュアンヌリと、ヴァンデの反乱を支援するため、亡命王党派がキブロンに上陸したフランス侵攻の舞台となった。
第二次世界大戦中、連合国軍は、ノルマンディー海岸の包囲突破を支援するためにキブロン湾内に人口港建設を計画した。このチャスティティ作戦は遂行されることはなかった。連合国軍はキブロン一帯を奪ったと同時期に、前線に近い主要港アントウェルペンを攻略したからだった。

## 経済
19世紀にニコラ・アペールが缶詰による殺菌法を発明してから、湾一帯でイワシの缶詰製造が非常に盛んとなった。
湾内にあるアリゲン港（キブロン）、クルースティ港（アルゾン）、ラ・トリニテ＝シュル＝メール港にはマリーナがあり、ヨットが観光客に人気である。
座標: 北緯47度31分 西経3度0分 / 北緯47.517度 西経3.000度